# Ziriden von Granada
| Chronik (kleine Auswahl) | |
| 1008/09                  | Beginn der fitna barbariyya ('Bürgerkrieg der Berber'), mit Zāwī ibn Zīrī als Anführer                                                                                |
| 1013                     | Ansiedlung der Berber in verschiedenen Städten im Süden Spaniens unter dem Umayyaden Sulaiman                                                                         |
| 1019                     | Zāwī ibn Zīrī verlässt al-Andalus, um sich in der Heimat niederzulassen, sein Neffe Ḥabbus wird zweiter König von Granada.                                            |
| 1079                     | Coria (Königreich Badajoz) fällt an die Christen. Erste Hilferufe der Andalusier an die marokkanischen Almoraviden                                                    |
| 1085                     | Toledo wird im Tausch mit Valencia vom Dhu-n-Nuniden al-Qadir an Kastilien übergeben. Die Andalusier rufen die Almoraviden erneut um Hilfe an                         |
| 1086                     | Gegen die Übergabe des 'abbādidischen Stützpunktes Algeciras kommen die Almoraviden den Andalusiern zu Hilfe. Schlacht von Sagrajas/az-Zallāqa                        |
| 1088                     | Belagerung Aledos |
| 1090                     | 'Abdallāh und Tamīm ibn Buluggīn werden als erste andalusische Kleinkönige von den Almoraviden entmachtet                                                             |
| 1095                     | 'Abdallāh schreibt seine „Memoiren“ |
| 1125                     | Alfonso I. von Aragón, el Batallador, zieht durch das von den Almoraviden beherrschte Andalusien und nimmt aus der Umgebung von Granada mehrere tausend Christen mit. |

Die Zīrīden von Granada waren eine Berberdynastie der Ṣinhāǧa in Andalusien (1012–1090).
Zāwī ibn Zīrī, aus der Dynastie der Zīrīden von Ifrīqiya kam als Truppenführer der Berber in das Kalifat von Córdoba, nachdem er seine Thronansprüche 995 gegen die Nachkommen seines Bruders Buluggīn ibn Zīrī nicht hatte durchsetzen können. Mit dem Niedergang des Kalifats seit 1009 und der Bildung der Taifa-Königreiche machte sich Zāwī ibn Zīrī 1012 in Granada unabhängig und regierte bis 1019. Unter seinen Nachfolgern Ḥabbus (1019–1038), Bādīs (1038–1073) und 'Abdallāh (1073–1090) stieg Granada, neben Sevilla, zum bedeutendsten politischen Zentrum in al-Andalus auf. 'Abdallāhs älterer Bruder Tamīm ibn Buluggīn regierte ab 1073 das von seinem Großvater Bādīs eroberte Málaga; beide Brüder führten Krieg gegeneinander, wobei sich 'Abdallāh durchsetzen konnte.
1090 war die zīrīdische Dynastie die erste, die von den Almoraviden entmachtet wurde.

## Juden in Granada
Granada ist in der arabischen Historiographie auch als Ġarnāṭa al-Yahūd bekannt geworden, weil die Stadt – vor der Verlegung der Hauptstadt der Kūra von Ilbīra (so der arabische Name des antiken Iliberris) ins heutige Granada – eine jüdische Siedlung war. Nach dem Umzug der Hauptstadt der zum Königreich erhobenen Kūra vom antiken Iliberris ins besser zu verteidigende Granada durch die Ziriden spielten die hier ansässigen Juden eine wichtige Rolle in der Politik des Königreiches. Insbesondere Samuel Ibn Naghrela konnte sich als Ḏū-l-wizaratayn („Inhaber der beiden Wezirate, der Feder und des Schwerts“) einen Namen als erfolgreicher Feldherr und Diplomat machen. Gleichzeitig war er der „Fürst“ der jüdischen Gemeinde, weshalb er den Titel ha-Nagid trug. Nach seinem Tod beerbte ihn sein Sohn Yehosef. Der soll nach Angaben 'Abdallāhs aber 1064 den designierten Thronfolger Buluggīn ibn Bādīs, 'Abdallāhs Vater, vergiftet haben und sich mit der in Almería ansässigen arabischen Dynastie der Banū Ṣumādiḥ zu einem Sturz der Dynastie der Ziriden verabredet haben. Bei Bekanntwerden des Umsturzversuches kam es 1066 zu einem Pogrom der Ṣinhāǧa-Berber an den Juden Granadas, der Minister Yehosef wurde gekreuzigt.

## Beziehungen zu anderentaifas
Die Zīrīden unterhielten mit anderen Kleinkönigreichen (spanisch taifas nach dem arabischen Begriff mulūk aṭ-ṭawā'if) unterschiedliche Beziehungen. Als Berber waren sie mal mit anderen Berbern verbündet, mal als Ṣinhāǧa mit den anderen Berbern aus der Zanāta-Konföderation verfeindet. In ihrer Anfangszeit als eine andalusische Herrscherdynastie waren die wechselnden Bündnisse von der jeweiligen Präferenz eines bestimmten Kandidaten für das Kalifenamt bestimmt – dieser Grund fiel aber 1031, mit der endgültigen Abschaffung des Kalifats, weg.

### Almería
Almería wurde zunächst von den Ṣaqāliba Ḫairān und in dessen Nachfolge Zuhayr regiert. Diese waren Klienten der Āmiriden und unterstützten zunächst den Kalifen al-Murtada aus dem Hause der Umayyaden, den sie aber nach einer Niederlage gegen die von den Zīrīden geführten Ṣinhāǧa fallen ließen. Die Koalition hatte Granada angegriffen, weil die Zīrīden die stärksten Verbündeten des konkurrierenden Kalifen aus dem Hause der Ḥammūdiden waren. Nach dem Tode Zuhayrs in einer weiteren Schlacht der Truppen Almerías gegen die Truppen Granadas bei dem mit dem heutigen Alpuente identifizierten al-Funt, schworen die Einwohner Almerías 1038 dem König von Valencia, 'Abd al-Azīz, die Treue. Dieser – ein Enkel des umayyadischen Reichsverwesers al-Manṣūr – sandte seinen Wesir Abū-l-Aḥwas Ibn Ṣumādiḥ, die Verwaltung der Stadt zu übernehmen, der sich aber bald darauf für unabhängig erklärte. Aber erst durch die Entsetzung der belagerten Festung Lorca durch die Zīrīden konnten die arabischen Banū Ṣumādiḥ sich mit Duldung der Herrscher Granadas in Almería durchsetzen. Seitdem bemühten sie sich aber immer aus der Hegemonie der Zīrīden zu entkommen. 'Abdallāh ibn Buluggīn berichtet von ihrer Teilnahme an der Verschwörung des Wezirs Yehosef Ibn Naghrela gegen seinen Großvater Bādīs. Die Banū Ṣumādiḥ besetzten im Zuge dieser Verschwörung einige Ländereien der Zīrīden und die Stadt Guadix. Nachdem es Bādīs gelungen war, Guadix und weitere Territorien zurückzuerobern, gelang es al-Mu'taṣim ibn Ṣumādiḥ, sich mit den Zīrīden zu versöhnen, eine Szene die 'Abdallāh in einem dramatischen Dialog wiedergibt.

### Carmona
Das Verhältnis der Zīrīden gegenüber den Banū Birzāl, die mehrere kleine Herrschaften in Carmona, Ronda, Medina Sidonia etc. innehatten, ist ambivalent. Die Birzāliden von der Föderation der Zanāta-Berber waren als Vasallen der Umayyaden vor dem Stammvater der Zīrīden Zīrī Ibn Manad als Vasall der Fatimiden aus Afrika nach al-Andalus geflohen. Hier kämpften sie als Söldner in dem Aufgebot des Kalifen. Zāwī Ibn Zīrī, der sich nach dem Tod seines Vaters mit seinen Brüdern zerstritten hatte, musste ebenfalls nach al-Andalus fliehen und kämpfte unter den Reichsverwesern, den Amiriden zunächst gemeinsam mit den Birzāliden gegen die Feinde des umayyadischen Kalifats. Mit dem Zusammenbruch des Kalifats kämpften die Berber föderationsübergreifend gemeinsam und einigten sich auf gemeinsame Kalifen, zunächst aus dem Haus der Umayyaden, später aus dem Haus der Ḥammūdiden.
Die Birzāliden verließen diese Koalition aber, um sich mit den arabischen 'Abbādiden von Sevilla zu verbünden. Später wurden sie von dem König al-Mu'tadid ibn 'Abbād ermordet. Die Quellen berichten, dieser habe die Berber im Schwitzbad einmauern und das Bad ordentlich anheizen lassen.

### Córdoba
Vom cordobesischen Kalifat war nach der fitna al-barbariyya 1008/09, dem „Bürgerkrieg der Berber“, wie die Ereignisse nach dem andalusischen Historiographen Ibn Ḥayyān genannt wurden nicht viel mehr als ein Rumpfstaat geblieben. Je nachdem, wer gerade von Umayyaden oder Ḥammūdiden das Kalifat innehatte und auch Córdoba besetzt hielt, standen die Zīrīden nominell auf der Seite der Hauptstadt oder auch nicht. Nach 1031 wurde Córdoba eine arabische Republik, bis die Stadt schließlich in den Einflussbereich der beiden Großmächte Sevilla und Toledo gelangte.

### Málaga
Die Taifas von Ceuta, Málaga und Algeciras wurden von den Ḥammūdiden (ein Familienzweig der Idrisiden), einer arabisierten Berberdynastie kontrolliert. Diese waren zunächst Klienten der Umayyaden, erhoben aber nach deren Sturz aufgrund ihrer Abstammung von 'Ali ibn Abi Talib Anspruch auf das Kalifat. Ihre tatsächliche Macht basierte vor allem auf er Verbrüderung mit den in Andalusien seit der späten Umayyadenzeit ansässigen Berbern – wie den Zīrīden und den Birzaliden – und ihrer Kontrolle des Goldflusses aus der Südsahara. Innerfamiliäre Auseinandersetzungen um das Kalifat schwächten aber die Position der einzelnen Anwärter, wobei die Zīrīden sich meist mit dem in Málaga ansässigen Prätendenten arrangierten.
1047 beendete Bādīs seine Unterstützung der Ḥammūdiden. Kurioserweise ließ er aber noch 1049 Münzen im Namen des letzten Ḥammūdiden-Kalifen prägen. Angeblich soll der Zīrīde den Ḥammūdiden Idrīs II. ibn 'Alī, der sich den Titel des Mahdi angeheftet hatte, vergiftet haben. Es dauerte aber noch bis 1056, bis er endlich, animiert durch militärische Erfolge al-Mu'tadids gegen die Ḥammūdiden in Algeciras 1055, Málaga eroberte, um diesem zuvorzukommen.
Vor seinem Tod setzte Bādīs seinen Enkel Tamīm als Gouverneur Málagas ein. Als der jüngere, noch minderjährige 'Abdallāh in Granada von den Beratern seines Großvaters zum König erhoben wurde, spaltete Tamīm sich ab. Die Brüder führten Krieg gegeneinander, den 'Abdallāh zwar für sich entscheiden konnte. Jedoch gelang ihm die Eroberung Málagas selbst nicht. Deshalb überließ er seinem Bruder die christlichen Dörfer westlich Málagas, weil er sich erhoffte Málaga so wenigstens als Pufferstaat gegen Sevilla erhalten zu können. Bei beiden gemeinsamen Feldzügen der Andalusier mit den Almoraviden ergriff Tamīm die Gelegenheit gegenüber deren Emir Yūsuf ibn Tāšufīn auf seine rechtmäßige Herrschaft über Granada hinzuweisen.

### Sevilla
Die arabischen 'Abbādiden waren die größten Feinde der Zīrīden. Die 1023 an die Regierung Sevillas gekommene Dynastie regierte zunächst jahrzehntelang im Namen des toten Kalifen Hišām II. Der Doppelgänger, ein Handwerker aus einem Dorf bei Toledo, wurde dem Volk allerdings nur selten präsentiert, die 'Abbādiden behaupteten, er sei sonnenempfindlich. Erst 1042 erklärten sie den Kalifen für verstorben. Der Anspruch des falschen Kalifen Hišām kollidierte naturgemäß mit dem Anspruch der Ḥammūdiden auf das Kalifat und setzte die Schutzmächte unter entsprechenden Druck. Aber auch über die Unterstützung verschiedener Kalifen hinaus bekämpften sich die beiden Hegemonialmächte. In den dreißig Jahren, die Samuel Ibn Naghrela als Heerführer der Zīrīden in den Krieg zog, ging es fast jedes Jahr gegen die 'Abbdādiden. Erst 'Abdallāh und al-Mu'tamid schlossen miteinander Frieden und dies nur unter dem zunehmenden Druck der Tributforderungen  Alfonsos VI.

### Toledo
In Toledo (arab. Ṭulayṭula) regierte die alteingesessene und als arabisiert geltende Berberdynastie der Banū Ḏū-n-Nūn. In den Muḏakkirāt erwähnt 'Abdallāh insbesondere al-Maʾmūn Ibn Ḏū-n-Nūn. Zunächst trat dieser aus er Sicht des Kleinkönigreiches von Granada als Verbündeter auf. Nachdem Granada durch die Verschwörung des Yehosef ibn Naghrela mit den Banū Ṣumādiḥ von Almería einige Burgen und Städte verloren hatte, half al-Maʾmūn 'Abdallāhs Großvater Bādīs, die von den Truppen der Banū Ṣumādiḥ besetzte Stadt Guadix wiederzuerobern. Als Gegenleistung forderte er die Übergabe der Festung Baza. Die Übergabe dieser für Granada wichtigen Festung wurde Bādīs dadurch versüßt, dass er hinterher mehr Territorien eroberte, als er zuvor verloren hatte.
Als 'Abdallāhs Onkel Māksan ibn Bādīs versuchte, in Jaén eine vom Vater unabhängige Herrschaft aufzubauen, und von dessen Wesir an-Nāya besiegt wurde, floh Māksan für einige Zeit zu al-Maʾmūn nach Toledo, wo der Zīrīde einen Posten im Heer erhielt.
Al-Maʾmūn Ibn Ḏū-n-Nūn trat in der Folge nur nach als falscher Freund Granadas und Verbündeter Kastiliens auf. Als kastilische Truppen mitten im Königreich Granada die Burg Belillos besetzt hatten, mischte er sich als Vermittler ein, in der Hoffnung, auch Gewinn auf Kosten Granadas machen zu können.

## Beziehungen zum kastilisch-leonesischen Königreich
Obwohl das ziridische Königreich zu keiner Zeit gemeinsame Grenzen mit einem der christlichen Königreiche hatte, musste sich insbesondere sein letzter Herrscher, 'Abdallāh, gegenüber Tributzahlungen (Altspanisch parias) und Überfällen erwehren. Letztlich waren die Tributzahlungen und die daraus resultierenden Steuerbelastungen der Untertanen ein Grund für den Fall der Kleinkönigreiche in die Hände der Almoraviden.

### Pedro Ansúrez/Belillos
Die ersten direkten Verhandlungen zwischen dem Königreich der Zīrīden mit dem Königreich Kastilien-León führte der Vertraute Alfonsos VI., Pedro Ansúrez. Da 'Abdallāh mangels gemeinsamer Grenzen aber keine Gefahr für Granada sah, weigerte er sich den an ihn gestellten Tributforderungen nachzugeben. Damals habe er sich noch nicht vorstellen können, dass „irgendjemand sich mit einem Christen gegen einen Muslim verbünden“ könne. 'Ibn Ammār, der Wesir al-Mu'tamids von Sevilla fing Pedro Ansúrez auf seinem Rückweg von Granada ab und schlug ihm ein Geschäft vor: er wolle ihm statt der 20.000 geforderten Dinar 50.000 Dinar geben, dafür solle Kastilien ihm helfen, Granada zu erobern. Ein aus Granada vertriebener Minister – Ibn Adha – zeigte den verbündeten Truppen Kastiliens und Sevillas die offen gelassene Burg Belillos, die ausgebaut und besetzt wurde. Während der Arbeiten lagerten die Heere Kastiliens und Sevillas in der Nähe, nach ihrem Abzug gelang es 'Abdallāh nicht, die Burg zu erobern. Stattdessen verwüsteten die Besatzung das direkte Umland Granadas.
Der König von Toledo al-Maʾmūn Ibn Ḏū-n-Nūn versuchte in dieser Situation als Vermittler Gewinn aus der Situation zu schlagen.

### Schlacht von Cabra
Die Schlacht bei Cabra ist ein Ereignis, das durch die Historia Roderici belegt wird. Hierin berichtet der dem Cid sehr gewogene Verfasser, dass der kastilische Graf García Ordóñez mit einigen weiteren kastilischen Adeligen und dem Herrscher Granadas, 'Abdallāh, Sevilla angegriffen habe. Der Cid, der von Alfons VI. den Auftrag hatte, die Tribute Sevillas abzuholen, soll daraufhin zur christlichen Gesandtschaft in Granada, welche den gleichen Auftrag hatte, Briefe geschrieben haben, den Angriff doch zu unterlassen. Schließlich kam es aber bei Cabra zu dem Treffen der beiden Heere und Rodrigo Díaz gelang es, seine vier Widersacher gefangen zu nehmen. In das Cantar de Mio Cid ging die Erzählung ebenfalls ein, hier aber ging der Anfang verloren und erst im dritten Cantar kommt der Cid wieder darauf zu sprechen, als er dem Grafen García Ordóñez dessen Barthaar entgegenhält, welches er ihm bei dieser Gelegenheit abgeschnitten habe. An dem Wahrheitsgehalt des Berichts der Historia Roderici ist aber zu zweifeln, da Cabra in den Erinnerungen 'Abdallāhs, der diese Schlacht verschweigt, immer als ziridisches Territorium erwähnt wird. Demnach muss das Heer al-Mu'tamids auf ziridisches Territorium, nicht das Heer 'Abdallāhs auf 'abbādisches Territorium vorgedrungen sein.

### Sisnando Davídiz
Sisnando Davídiz war ein Mozaraber, der zunächst im Dienst des 'Abbādiden al-Mu'tadids stand, später unter Ferdinand I. zum Gouverneur Coimbras aufstieg. Unter Ferdinands Sohn Alfons VI. wurde er auf diplomatische Missionen, unter anderem nach Granada, geschickt, 1085 wurde er Alfonsos Statthalter in Toledo.
Der Mozaraber berichtet 'Abdallāh vom Reconquista-Gedanken: 

„Al-Andalus – sagte er mir mit belebter Stimme – gehörte anfangs den Christen, bis die Araber sie besiegten und sie in Galicien, der von der Natur am wenigsten favorisierten Gegend, zusammendrängten. Deshalb wünschen sie nun, wo sie es können, sich das wiederzuholen, was ihnen entrissen wurde; eine Sache welche sie nur dann erreichen, wenn sie euch schwächen und mit dem Lauf der Zeit, wenn ihr kein Geld und keine Soldaten mehr habt, werden wir uns des Landes ohne Anstrengung bemächtigen.“

### Schlacht von Sagrajas
Seit dem Fall von Coria (dem afṭasidischen Königreich von Badajoz (arab. Baṭalyaus) zugehörig) 1079 bemühten sich die Kleinkönige um die Unterstützung der Almoraviden. Insbesondere al-Mu'tamid unterstützte die Almoraviden mit Schiffen bei der Eroberung Ceutas, 1086 überließ er ihnen – nicht ganz freiwillig – den Hafen Algeciras. Aber erst nach der Eroberung Toledos 1086 durch Alfons VI. griffen die Almoraviden erstmals in das Schicksal der Andalusier ein. Alfonso belagerte gerade Saragossa, als er die Nachricht erhielt, dass die vereinigten Heere der andalusischen Kleinkönige und der Almoraviden sich bei Badajoz versammelten: Zur Rückeroberung Toledos, wie Historiker vermuten.
Beteiligt waren die Heere der 'Abbādiden, der Afṭasiden, der Banū Ṣumādiḥ ('Abdallāh erwähnt allerdings, dass al-Mutasim sich wegen seines Alters und der Anwesenheit von Kastiliern in der Burg von Aledo entschuldigte und seinen Sohn mit einem kleinen Heer nach Badajoz schickte) sowie der beiden andalusischen Ziridenreiche.
Spätere arabische Quellen haben den Verlauf der Schlacht von az-Zallāqa/Sagrajas bunt ausgemalt. Zunächst einmal lagerten die muslimischen Heere vor den Mauern von Badajoz, Alfonso aber forderte sie auf, den Schutz der Stadt zu verlassen. Dann vereinbarten die Kriegsparteien einen Tag zur Schlacht – die späteren arabischen Quellen behaupten, es sei ein Samstag oder Montag gewesen, da der Freitag der heilige Tag der Muslime, der Sonntag der heilige Tag der Christen sei, die Quelle, die den Montag nennt, nennt noch den Samstag als heiligen Tag der Juden. Ibn al-Qaṣīra, der Hofschreiber al-Mu'tamids, datiert einen Brief am auf die Schlacht folgenden Tag auf Samstag, den 13. Raǧab 479 (= 30. Oktober 1086 des gregorianischen Kalenders). Durchgängig – beginnend mit dem Akteur Abdallāh ibn Buluggīn – berichten die arabischen Quellen, dass Alfonso VI. die Vereinbarung mit den Muslimen brach und am Freitag angriff. Dennoch konnten die Muslime – insbesondere wohl die Eliteeinheiten der Almoraviden – den Kastiliern eine empfindliche Niederlage beibringen, so empfindlich, dass es den Muslimen zunächst unklar war, ob Alfonso die Schlacht überlebt habe oder nicht.

### Belagerung Aledos
Als Bedrohung Südostandalusiens wurde 1088 von einem gemeinsamen Heer der Kleinkönige und der Almoraviden die Burg von Aledo belagert.

## Liste der Ziriden von Granada
- Zāwī ibn Zīrī (1013–1019)
- Buluggin ibn Zawi (1019)
- Habbus ibn Maksan (1019–1038)
- Badis ibn Habbus (1038–1073)
- Buluggin ibn Badis
- Abdallah ibn Buluggin (1073–1090)